# Inniskeen
Inniskeen (offiziell Inishkeen, irisch Inis Caoin, dt.: „angenehme Insel“, älter auch Inis Caoin Deagha) ist ein kleiner Ort im County Monaghan in der Republik Irland. Bei der Volkszählung 2022 hatte er 405 Einwohner.

## Lage
Von Dundalk im County Louth ist Inniskeen 17 km entfernt, von Carrickmacross 12 km und von Crossmaglen im County Armagh in Nordirland 5 km.

## Geschichte
Der Ort entstand aus einer frühen Klosteranlage, von der heute nur noch der Rundturm erhalten ist.
Aus der Zeit der anglonormannischen Eroberung Irlands gibt es noch eine Motte mit angrenzendem Bailey.
Inniskeen wurde von 1851 bis 1957 auch von Zügen der Bahnlinie zwischen Dundalk und Enniskillen bedient (im Güterverkehr bis 1960). Danach wurde die Linie aufgegeben.

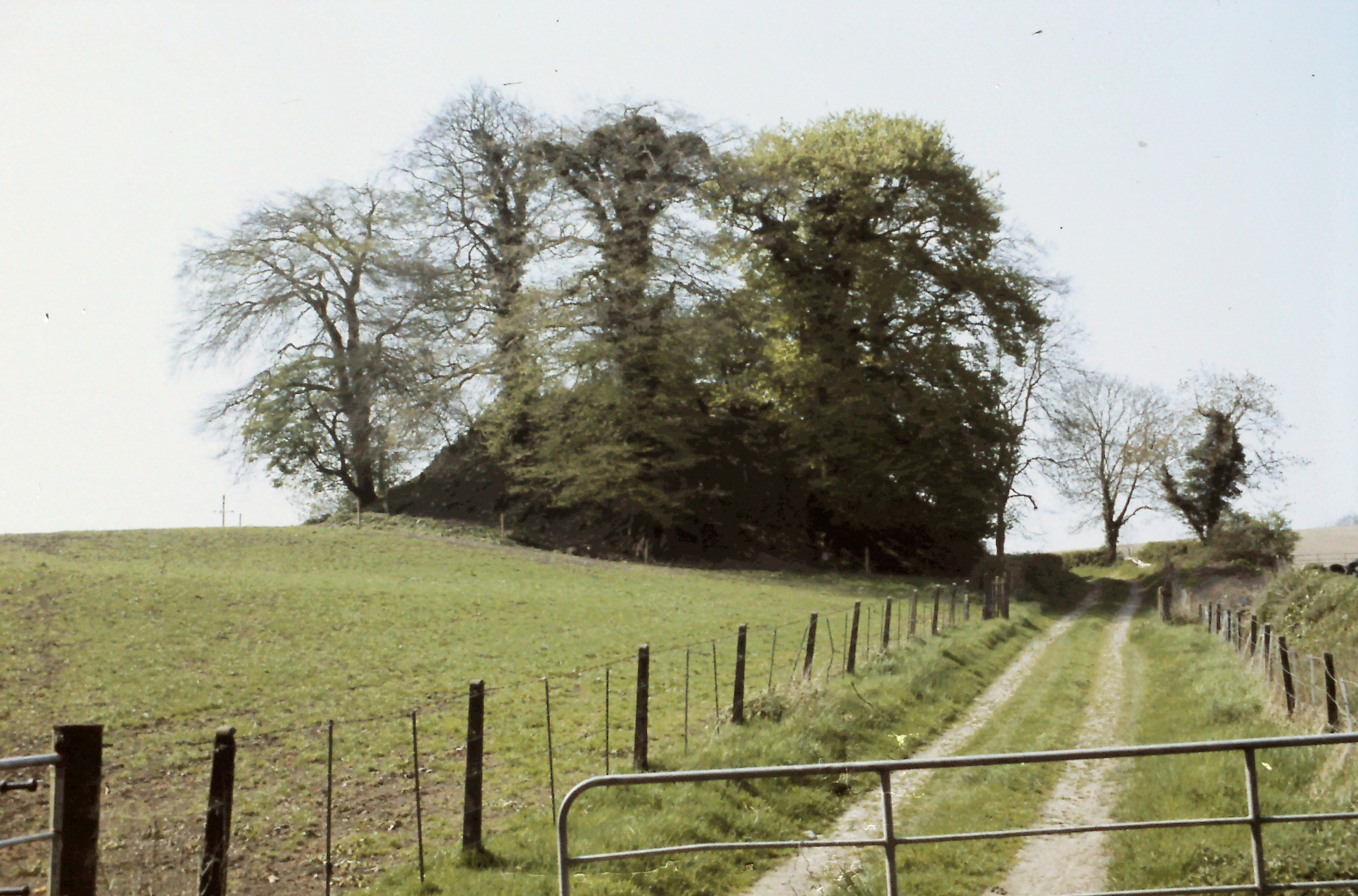
Candlefort Motte in Inniskeen
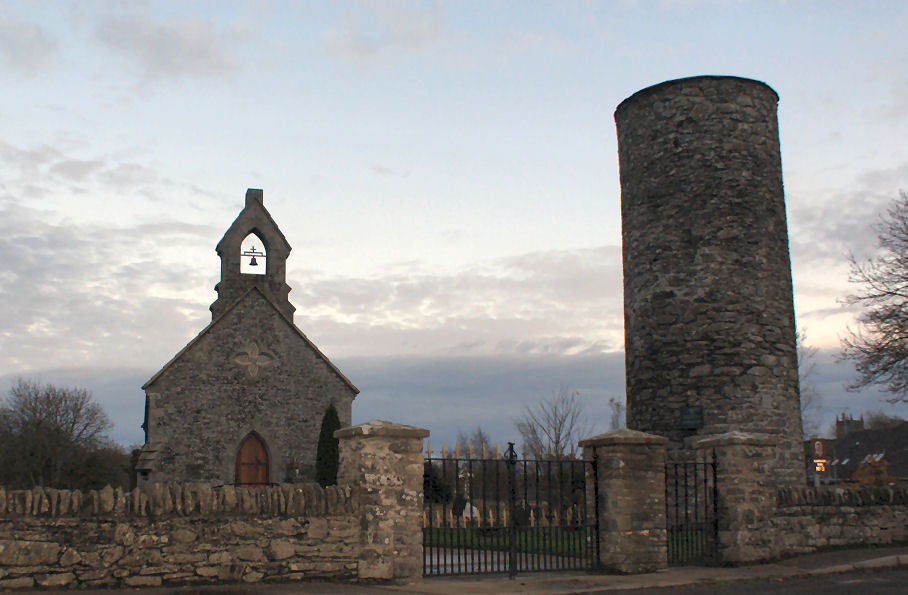
Rundturm in Inniskeen

## Persönlichkeiten
- Éimhear Mac Mathúna (1600–1650), römisch-katholischer Geistlicher, Bischof von Clogher, Heerführer der konföderierten irischen Katholiken in Ulster
- Patrick Kavanagh (1904–1967), der bekannteste irische Dichter der Zeit nach William Butler Yeats, stammte aus Inniskeen, und viele seiner Werke haben einen Bezug zu der Gegend und ihren Bewohnern. Er wurde auf dem örtlichen Friedhof begraben, und dort wurde in einer ehemaligen Kirche auch ein Museum, das Patrick Kavanagh Resource Centre, eingerichtet.[4]